# Nová Baňa
Nová Baňa (deutsch Königsberg, ungarisch Újbánya, lateinisch Regiomontum) ist eine Stadt in der Mittelslowakei mit 6841 Einwohnern (Stand 31. Dezember 2024) und größter Ort, jedoch nicht Sitz des Okres Žarnovica im Banskobystrický kraj.

## Geographie

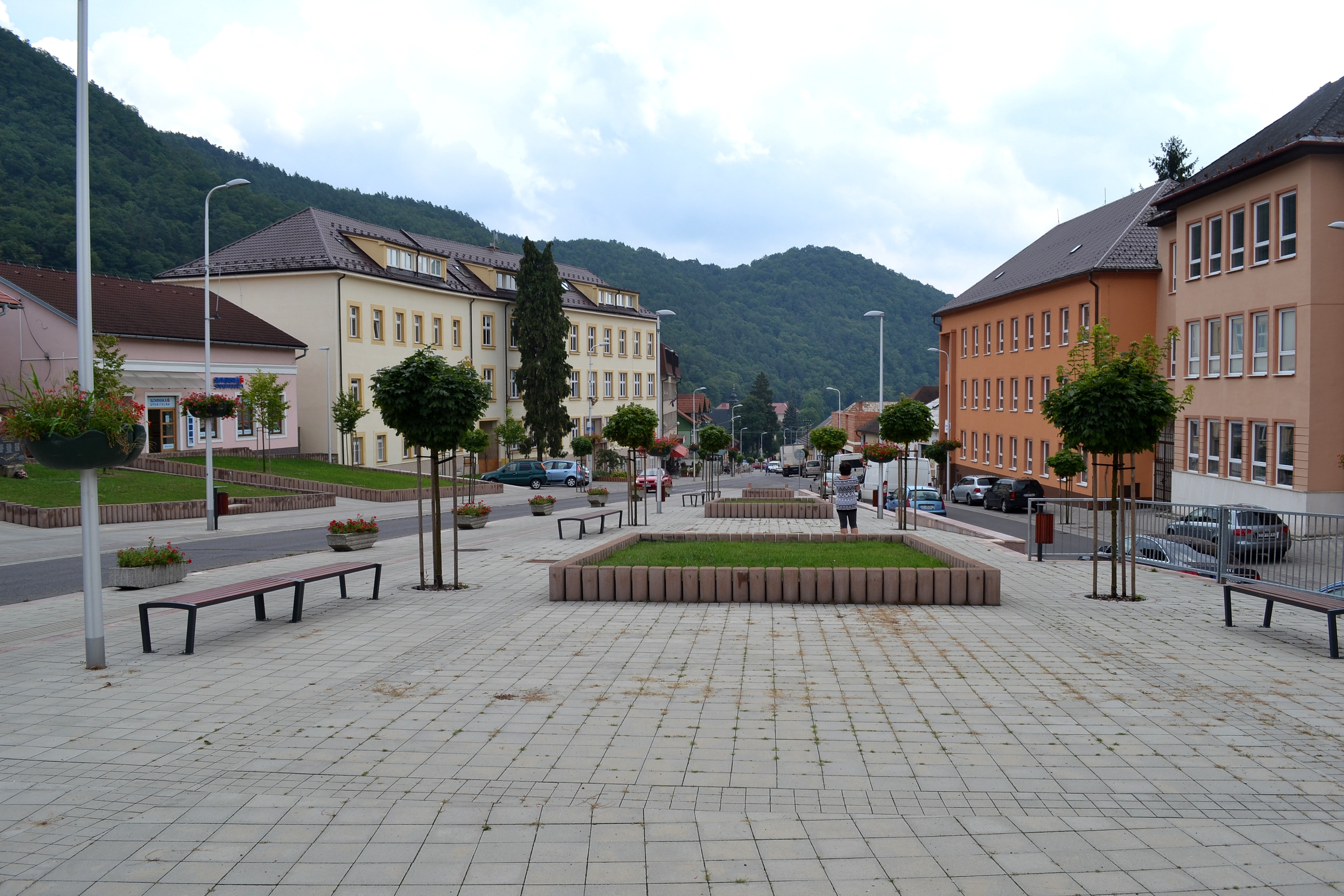
Stadtzentrum von Nová Baňa

Die Stadt befindet sich im Gebirge Pohronský Inovec und im Tal des Hron, rechtsseitig des Flusses. Durch das Ortsgebiet fließt der Bach Novobanský potok (auch Kyzový potok genannt) sowie dessen rechtsseitiger Zufluss Starohutský potok. Das Stadtzentrum liegt auf einer Höhe von 224 m n.m. und ist 12 Kilometer von Žarnovica, 30 Kilometer von Levice, 69 Kilometer von Banská Bystrica sowie 144 Kilometer von Bratislava entfernt.
Sie gliedert sich in folgende sechs Teile:
- Bukovina
- Chotár
- Nová Baňa
- Stará Huta
- Štále
- Záhrb

Nachbargemeinden sind Píla und Horné Hámre im Norden, Žarnovica im Nordosten, Rudno nad Hronom im Osten, Brehy im Südosten und Süden, Tekovská Breznica im Süden, Orovnica im Südwesten, Tekovské Nemce im Westen sowie Veľká Lehota und Malá Lehota im Nordwesten.

## Geschichte

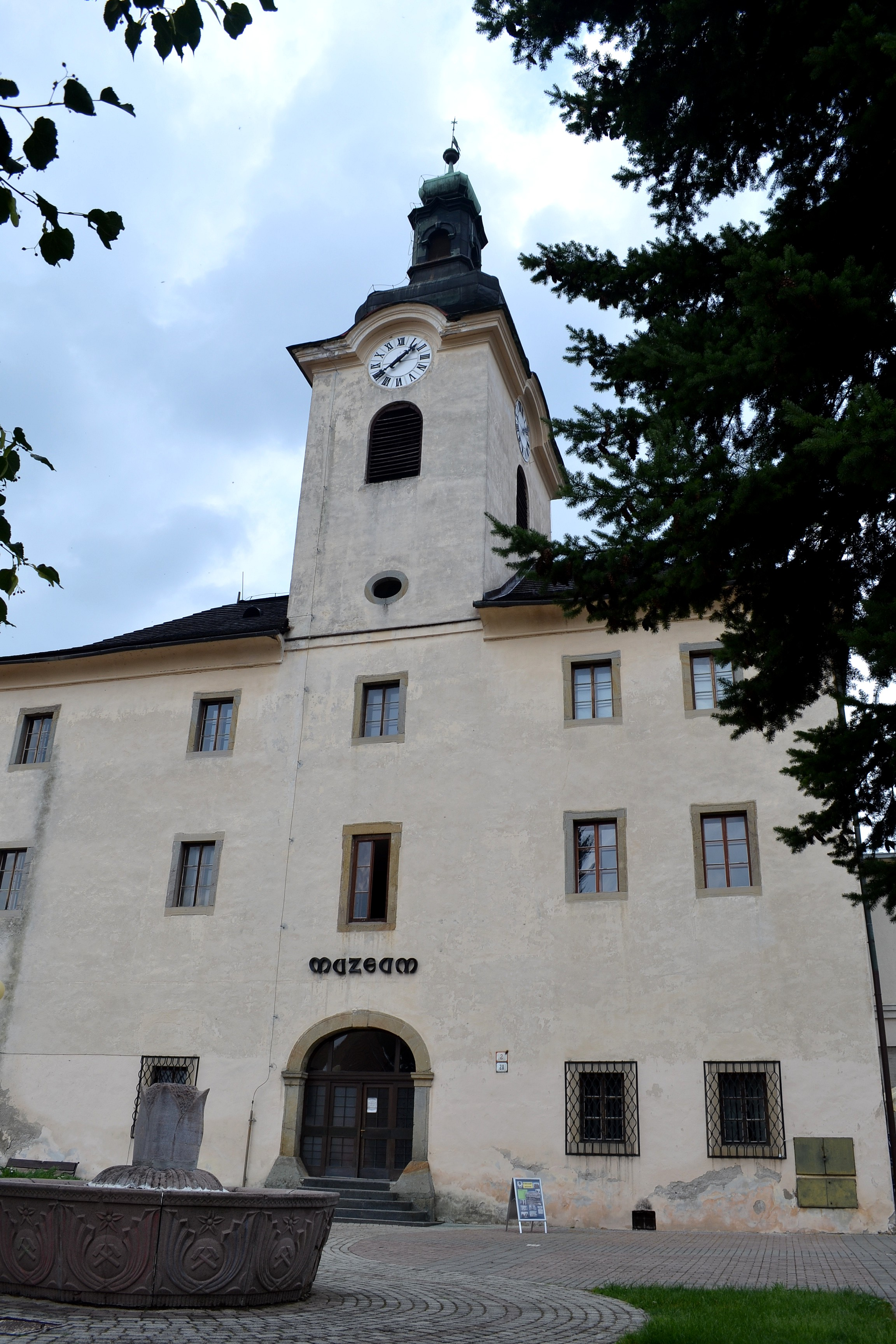
Altes Rathaus

Die Spuren einer Besiedlung im heutigen Stadtgebiet lassen sich durch vereinzelte Funde bis in Stein- und Bronzezeiten verfolgen. In der Hallstattzeit entstand auf dem Berg Zámčisko bei Stará Huta eine Siedlung, an deren Stelle später eine slawische Burgstätte entstand.
Die heutige Stadt wurde 1337 zum ersten Mal schriftlich als Siedlung Seunych (vollständig Nove Montanie in possessione domini regis Seunych noviter invente) erwähnt, nachdem Goldbergbauaktivitäten bereits seit einigen Jahren im Gange waren. Die ersten Siedler kamen aus den umliegenden Bergstädten Kremnitz und Pukanz. 1345 erhielt Nová Baňa das Stadtrecht, weiter Markt-, Brau- und Meilenrecht sowie eigene Gerichtsbarkeit und wurde zur königlichen Bergstadt. Die Stadt zählte zu den niederungarischen Bergstädten, die neben den oben genannten auch Schemnitz, Neusohl, Libethen und Bries umfassten. 1434 setzten die Hussiten die Ortschaft in Brand, danach bauten Giskras Truppen eine kleine Festung, die vor 1452 nach einem Frieden geschleift wurde.
Im 16. Jahrhundert kam es wegen überfluteten Schächten zum schrittweisen Niedergang des Bergbaus, zudem wurde die Stadt immer wieder in Streitigkeiten mit der Abtei in Hronský Beňadik sowie den Burgherrschaften von Scharnowitz und Sachsenstein (vor allem mit der Familie Dóczy) verwickelt. 1534 wurden 32 Porta verzeichnet. Das 17. Jahrhundert traf die Stadt besonders hart: 1645 kamen bei einer Pestepidemie mehr als 1000 Einwohner ums Leben, 1664 zerstörten die osmanischen Truppen die Stadt und nahmen mehr als 500 Einwohner in Gefangenschaft. Auch bei mehreren Standesaufständen wurde die Stadt in Mitleidenschaft gezogen. Im frühen 18. Jahrhundert begann wieder der Bergbaubetrieb, diesmal unter der Leitung des Ärars. 1722 errichtete der englische Ingenieur Isaac Potter die erste Dampfmaschine auf dem europäischen Festland. Der Bergbau war allerdings mit wechselndem Erfolg und hohen Kosten verbunden, sodass das letzte Bergwerk 1887 geschlossen wurde.
Neben dem Bergbau war die Stadt auch durch Handwerke, Zünfte und Herstellung von Mühlsteinen bekannt. So gab es hier im 17. Jahrhundert Zünfte der Näher, Schuster, Töpfer, Zimmerleute, Hutmacher und Steinmetzen, weiter waren auch Schneider, Siebmacher, Maurer und Schlosser anwesend. Weiter hatte die Gegend eine Tradition von Glashütten, die erste entstand 1630 in Stará Huta, ein moderner Glasbetrieb wurde 1906 gegründet. 1787 hatte die Stadt 453 Häuser und 2958 Einwohner, 1828 zählte man 368 Häuser und 2830 Einwohner.
Bis 1918 gehörte der im Komitat Barsch liegende Ort zum Königreich Ungarn und kam danach zur Tschechoslowakei beziehungsweise heute Slowakei. 1924 wurde Nová Baňa Sitz eines Kreises. Am 29. September 1944 wurden 70 Einwohner durch NS-deutsche Truppen in Konzentrationslager deportiert. Die sowjetischen Truppen befreiten die Stadt am 30. März 1945. 1960 verlor die Stadt den Kreissitz an Žiar nad Hronom, bei der Verwaltungsreform 1996 ging er an die kleinere Stadt Žarnovica.

### Ortsname
Der ursprüngliche Ortsname Schewnyche wurde aus dem Slawischen übernommen und bezeichnet eine Sauerquelle (im heutigen Slowakischen Štiavnica, mundartlich Ščevnica, vgl. Banská Štiavnica). Nach der Eröffnung der Bergwerke beschrieb der Ausdruck noua montanya regis (neues Bergwerk des Königs) diese Begebenheit, wobei im deutschen sich die Namensform Königsberg und im lateinischen Regiomontum mit gleicher Bedeutung etabliert haben, im slowakischen (Nová Baňa) und im ungarischen (Újbánya) heißen die jeweiligen Ortsnamen hingegen Neuberg. Der alte Ortsname Schewnyche sowie abgeleitete Namensformen verschwanden bereits gegen Mitte des 14. Jahrhunderts, wohl auch um die Stadt besser von der bestehenden Bergwerkstadt Banská Štiavnica (deutsch Schemnitz, ungarisch Selmecbánya) abzugrenzen.

## Bevölkerung
| Jahr:                | 1994. | 2004.    | 2014.   | 2024.   |
| -------------------- | ----- | -------- | ------- | ------- |
| Anzahl der Personen: | 8606  | 7485     | 7529    | 6841    |
| Unterschied:         |       | -13,02 % | +0,58 % | -9,13 % |

| Jahr:                | 2023. | 2024.   |
| -------------------- | ----- | ------- |
| Anzahl der Personen: | 6858  | 6841    |
| Unterschied:         |       | -0,24 % |

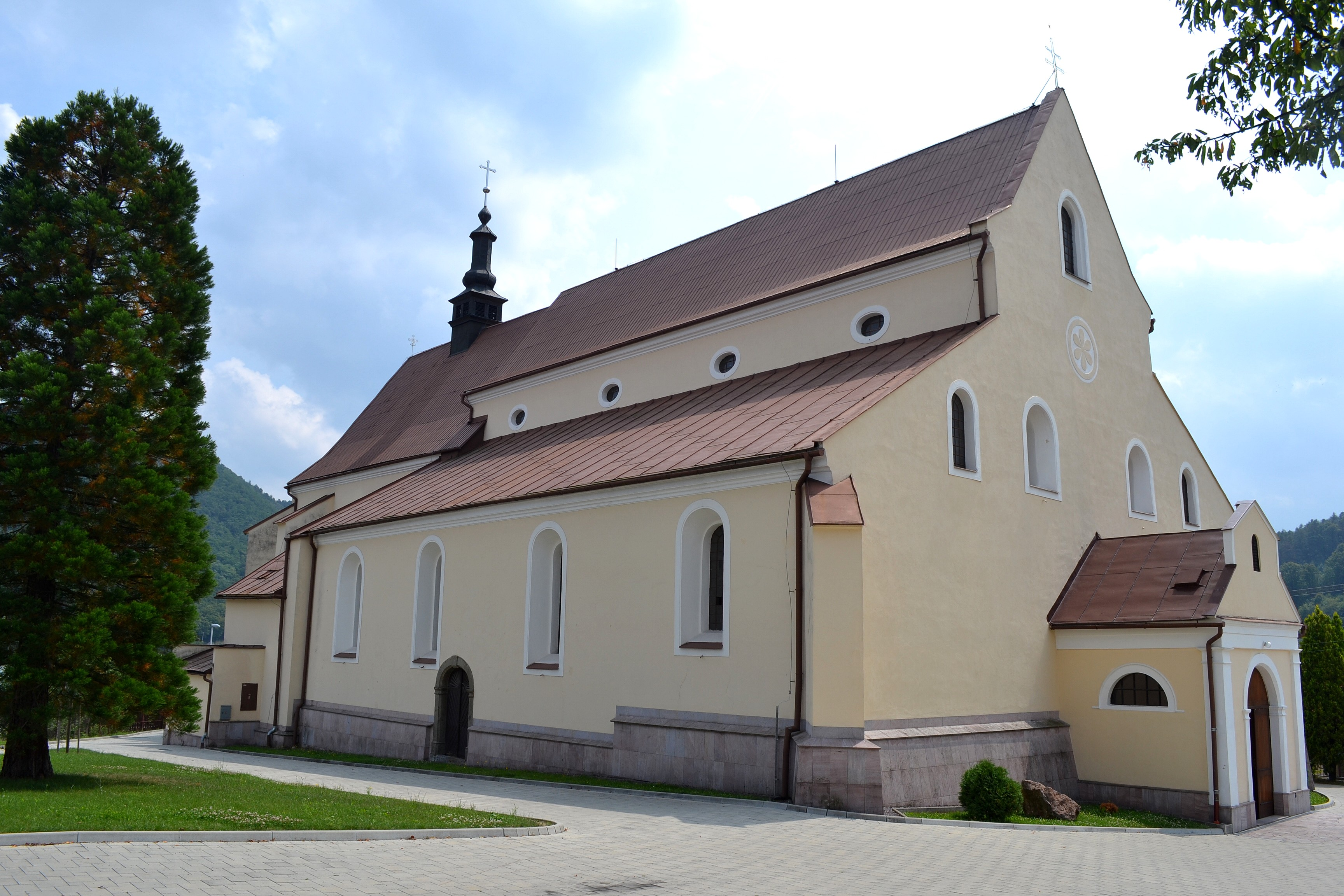
Pfarrkirche Mariä Geburt

Nach der Volkszählung 2011 wohnten in Nová Baňa 7551 Einwohner, davon 6772 Slowaken, 52 Ukrainer, 16 Tschechen, acht Russen, sieben Magyaren, fünf Russinen, vier Roma, drei Deutsche und zwei Polen. Neun Einwohner gaben eine andere Ethnie an und 673 Einwohner machten keine Angabe zur Ethnie.
5493 Einwohner bekannten sich zur römisch-katholischen Kirche, 88 Einwohner zur orthodoxen Kirche, 63 Einwohner zur Evangelischen Kirche A. B., 13 Einwohner zur griechisch-katholischen Kirche, sechs Einwohner zu den christlichen Gemeinden, fünf Einwohner zur evangelisch-methodistischen Kirche, zwei Einwohner zu den Zeugen Jehovas sowie jeweils ein Einwohner zur Bahai-Religion, zu den Brethren, zur apostolischen Kirche, zur jüdischen Gemeinde, zur reformierten Kirche und zur tschechoslowakischen hussitischen Kirche. 14 Einwohner bekannten sich zu einer anderen Konfession, 857 Einwohner waren konfessionslos und bei 1002 Einwohnern wurde die Konfession nicht ermittelt.

## Bauwerke und Denkmäler

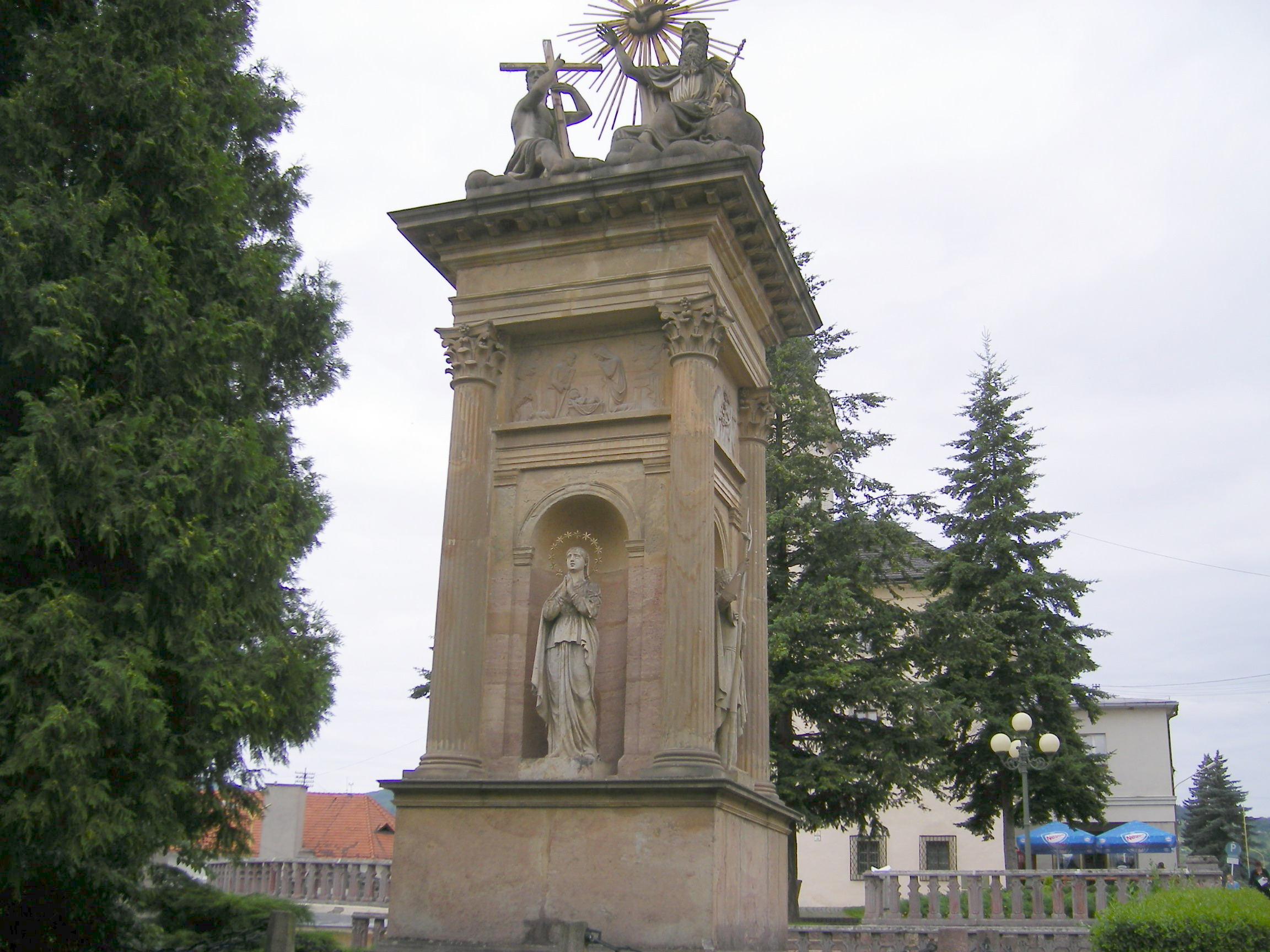
Statue der Heiligen Dreifaltigkeit

- Gebäude des Rathauses, ursprünglich ein gotischer Bau aus der zweiten Hälfte des 14. Jahrhunderts, im 18. Jahrhundert nach einem Brand im Barockstil umgebaut und um den Turm ergänzt
- römisch-katholische Elisabethkirche, auch Spitalkirche genannt, aus dem späten 14. Jahrhundert
- römisch-katholische Pfarrkirche Mariä Geburt, als gotische Kirche in der zweiten Hälfte des 14. Jahrhunderts gebaut, nach der Zerstörung durch die Türken im Jahr 1664 wurde sie erst 1725 wieder aufgebaut
- römisch-katholische Kreuzkirche im klassizistischen Stil aus dem Jahr 1826 auf dem Kalvarienberg
- Statue der Heiligen Dreifaltigkeit im spätklassizistischen Stil aus den Jahren 1843–1847

## Verkehr
Nahe der Stadt passiert die Schnellstraße R1 von Trnava und Nitra weiter nach Zvolen und Banská Bystrica, mit der Anschlussstelle Nová Baňa (95). Parallel zu ihr verläuft die Cesta I. triedy 65 („Straße 1. Ordnung“), die jedoch in Richtung Žarnovica durch die R1 unterbrochen ist. Die Stadt und die Stadtteile werden durch die Cesta III. triedy 2512 („Straße 3. Ordnung“) und Cesta III. triedy 3513 verbunden, nach Brehy am gegenüberliegenden Ufer des Hron führt die Cesta III. triedy 2515. An der Straße Železničný rad befindet sich der Bahnhof an der Bahnstrecke Levice–Hronská Dúbrava mit mehreren täglichen Verbindungen. Gleich nebenan steht der Busbahnhof.

## Söhne und Töchter der Stadt
- Eugen Dodek (1892–1961), Maler
- Drahomír Zobek (* 1952), Bildhauer und Medailleur
- David Tencer (* 1963), römisch-katholischer Bischof von Reykjavík
- Rastislav Káčer (* 1965), Diplomat und Politiker
- Štefan Holý (* 1978), Politiker
- Marek Bakoš (* 1983), Fußballspieler

## Städtepartnerschaft
- Mimoň, Tschechien